# Déjà Vu (chanson d'Inna)
Pour les articles homonymes, voir Déjà vu (homonymie).
Singles de Bob Taylor featuring Inna
Love
(2009) Amazing
(2009)
Déjà Vu est un single par le DJ Bob Taylor en featuring avec la chanteuse roumaine Inna. Il est extrait du premier album de Inna, Hot.

## Listes des pistes et formats
Déjà Vu (Official Remixes) [feat. Bob Taylor]
1. Déjà Vu (UK Radio Edit Version) [feat. Bob Taylor] - 2:33
2. Déjà Vu (Radio Edit Version) [feat. Bob Taylor] - 3:48
3. Déjà Vu (Play & Win Radio Edit) [feat. Bob Taylor] - 4:23
4. Déjà Vu (Play & Win Club Remix) [feat. Bob Taylor] - 5:30
5. Déjà Vu (Wideboys Stadium Radio Edit) [feat. Bob Taylor] - 3:18
6. Déjà Vu (Wideboys Stadium Club Remix) [feat. Bob Taylor] - 5:58
7. Déjà Vu (Wideboys Stadium Dub) [feat. Bob Taylor] - 5:59
8. Déjà Vu (N-Force Radio Edit) [feat. Bob Taylor] - 3:02
9. Déjà Vu (N-Force Club Remix) [feat. Bob Taylor] - 5:28

## Classements
| Classement (2009-2010-2011)                      | Meilleure position |
| ------------------------------------------------ | ------------------ |
| Autriche (Ö3 Austria Top 40)                     | 25                 |
| Belgique (Flandre Ultratop 50 Singles)           | 15                 |
| Belgique (Wallonie Ultratop 50 Singles)          | 10                 |
| République tchèque                               | 16                 |
| Europe (Billboard Hot 100)                       | 23                 |
| France (SNEP)                                    | 6                  |
| Hongrie (Dance Top 40)                           | 12                 |
| Pays-Bas (Single Top 100)                        | 9                  |
| Pologne                                          | 24                 |
| Roumanie (Romanian Top 100)                      | 7                  |
| Slovaquie (IFPI Rádio)                           | 72                 |
| Espagne (PROMUSICAE)                             | 15                 |
| Suisse (Schweizer Hitparade)                     | 27                 |
| Royaume-Uni Singles (The Official Chart Company) | 60                 |
| Royaume-Uni (UK Dance Chart)                     | 8                  |

| Classement (2010)                 | Position |
| --------------------------------- | -------- |
| Belgique Singles Chart (Flandre)  | 75       |
| Belgique Singles Chart (Wallonie) | 41       |
| France French Singles Chart       | 99       |
| France Airplay Chart              | 72       |
| Pays-Bas (Dutch Top 40)           | 39       |
| Europe Hot 100 Singles            | 100      |

## Vidéo musicale

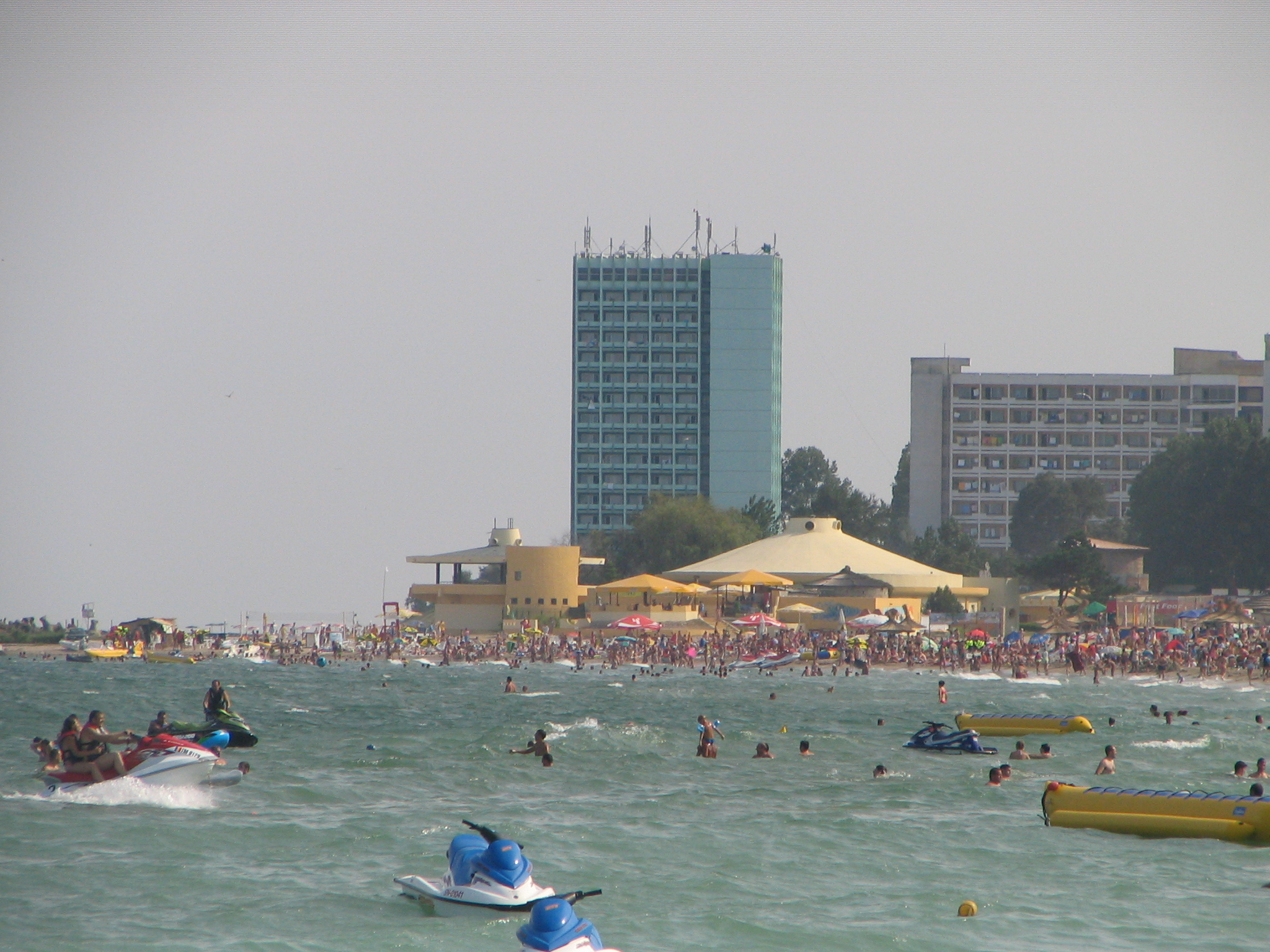
Le clip de « Déjà Vu » a été tourné par Tom Boxer dans un club de Neptun, Roumanie.

Le clip de Déjà Vu a été filmé par Tom Boxer dans un club de Neptun, Roumanie début juin 2009, Le clip commence avec un verre tombant sur un fond noir arrière-plan, avec rupture, puis voit Taylor se mêler au club. L'attention alterne alors entre des stripteaseuses et un groupe de fêtards. Une fille portant une robe orange se promène ensuite dans le club, attirant finalement l'attention d'un homme, assise au bar et regardant l'homme préparer des boissons. Après qu'un groupe de personnes — dont des hommes masqués — continue de jouer la chanson, le clip se termine par un plan d'un t-shirt blanc sur lequel une silhouette bleue inconnue le porte. Des scènes entrecoupées du clip principal montrent Inna posant en maillot de bain lors d'un voyage sur un bateau, des enregistrements de conférenciers ou deux hommes torse nu se battant en pantalon jaune.